# Circonscription de Mayo
La circonscription de Mayo est une circonscription électorale australienne en Australie-Méridionale. Elle a été créée en 1984 et porte le nom de Helen Mayo qui fut une militante sociale et la première femme à être élue à un conseil d'Université.
Elle s'étend depuis l'est d'Adélaïde jusqu'à Kangaroo Island et comprend les localités de Victor Harbor, Adelaide Hills, Mount Barker, Strathalbyn, Woodside et Kingscote.
C'est une circonscription détenue par le Parti libéral depuis sa création. Malgré cela, les Verts australiens (et, avant eux, les Démocrates australiens) qui sont des partis de gauche y ont obtenu leur meilleur score en Australie-Méridionale.

## Représentants
| Nom              | Parti           | Période de mandat |
| ---------------- | --------------- | ----------------- |
| Alexander Downer | Libéral         | 1984–2008         |
| Jamie Briggs     | Libéral         | 2008–2016         |
| Rebekha Sharkie  | Centre Alliance | 2016–en cours     |

## Résultats
| Parti                                        | Parti                        | Candidat                     | Voix    | %     | ±      |
| -------------------------------------------- | ---------------------------- | ---------------------------- | ------- | ----- | ------ |
|                                              | Alliance du centre           | Rebekha Sharkie              | 36 500  | 31,41 | −2,78  |
|                                              | Libéral                      | Allison Bluck                | 31 411  | 27,03 | −10,62 |
|                                              | Travailliste                 | Marisa Bell                  | 21 051  | 18,11 | +4,45  |
|                                              | Verts                        | Greg Elliott                 | 13 705  | 11,79 | +2,53  |
|                                              | Une nation                   | Tonya Scott                  | 4 775   | 4,11  | +4,11  |
|                                              | UAP                          | Samantha McGrail             | 4 089   | 3,52  | +0,33  |
|                                              | AJP                          | Padma Chaplin                | 1 929   | 1,66  | −0,38  |
|                                              | Démocrates libéraux          | Jacob van Raalte             | 1 424   | 1,23  | +1,23  |
|                                              | Fédération                   | Mark Neugebauer              | 1 330   | 1,14  | +1,14  |
| Total des suffrages exprimés                 | Total des suffrages exprimés | Total des suffrages exprimés | 116 214 | 94,95 | −2,00  |
| Votes nuls                                   | Votes nuls                   | Votes nuls                   | 6 176   | 5,05  | +2,00  |
| Participation                                | Participation                | Participation                | 122 390 | 93,68 | −1,29  |
| Résultat de préférence bipartite (notionnel) |                              |                              |         |       |        |
|                                              | Travailliste                 | Marisa Bell                  | 59 955  | 51,59 | +4,13  |
|                                              | Libéral                      | Allison Bluck                | 56 259  | 48,41 | −4,13  |
| Résultat de préférence bicandidat            |                              |                              |         |       |        |
|                                              | Alliance du centre           | Rebekha Sharkie              | 72 355  | 62,26 | +7,12  |
|                                              | Libéral                      | Allison Bluck                | 43 859  | 37,74 | −7,12  |
|                                              | Alliance du centre retenir   | Alliance du centre retenir   | Swing   | +7,12 |        |